# LY75
Lymphocyte antigen 75 (LY75) – integralne białko błonowe, które u człowieka jest kodowane przez gen LY75,  w locus 2q24.2 znajdującym się na chromosomie 2.
LY75 jest homologiczne z receptorem mannozowym i spełnia rolę przy internalizacji antygenu do wnętrza komórek dendrytycznych.
Nazwy będące synonimami LY75 to: CD205 (antygen różnicowania komórkowego 205), DEC-205.